# Forster (Australia)
Forster es un pueblo costero en la costa media norte de la región de Nueva Gales del Sur, Australia, en la región de los grandes lagos del gobierno local de Australia, alrededor de 308 kilómetros del norte y del noreste de Sídney, Australia. Tiene su adyacente inmediate en su pueblo gemelo Tuncurry, que es un poco más pequeña. La pronunciación usual del nombre es "Foster".
En el censo de 2011 de Australia, el área de Forster-Tuncurry tenía una población de 18,904 habitantes, con una población permanente de Forster de 11,116.

## Historia
Forster recibió su nombre en honor a William Forster, un político australiano, que fue premier de Nueva Gales del Sur que fue agente general en Londres.
La primera oficina postal en Forster abrió el 1º de octubre de 1872, con John Wyllie Breckenridge como jefe de la oficina con un salario de £10 por año.

## Turismo
Debido a su proximidad a Sídney, a sólo unas 4 horas en carretera, Forster-Tuncurry se ha establecido como un destino turístico popular de vacaciones con grandes lagos y playas de arena blanca. Algunas de las atracciones cercanas son el Tramo Bicentenal, el Cabo Hawke, el Parque Nacional Booti Booti.